# Neurolepis laegaardii
Neurolepis laegaardii är en gräsart som beskrevs av Lynn G. Clark. Neurolepis laegaardii ingår i släktet Neurolepis och familjen gräs. IUCN kategoriserar arten globalt som sårbar. Inga underarter finns listade i Catalogue of Life.